# Thomas Feist

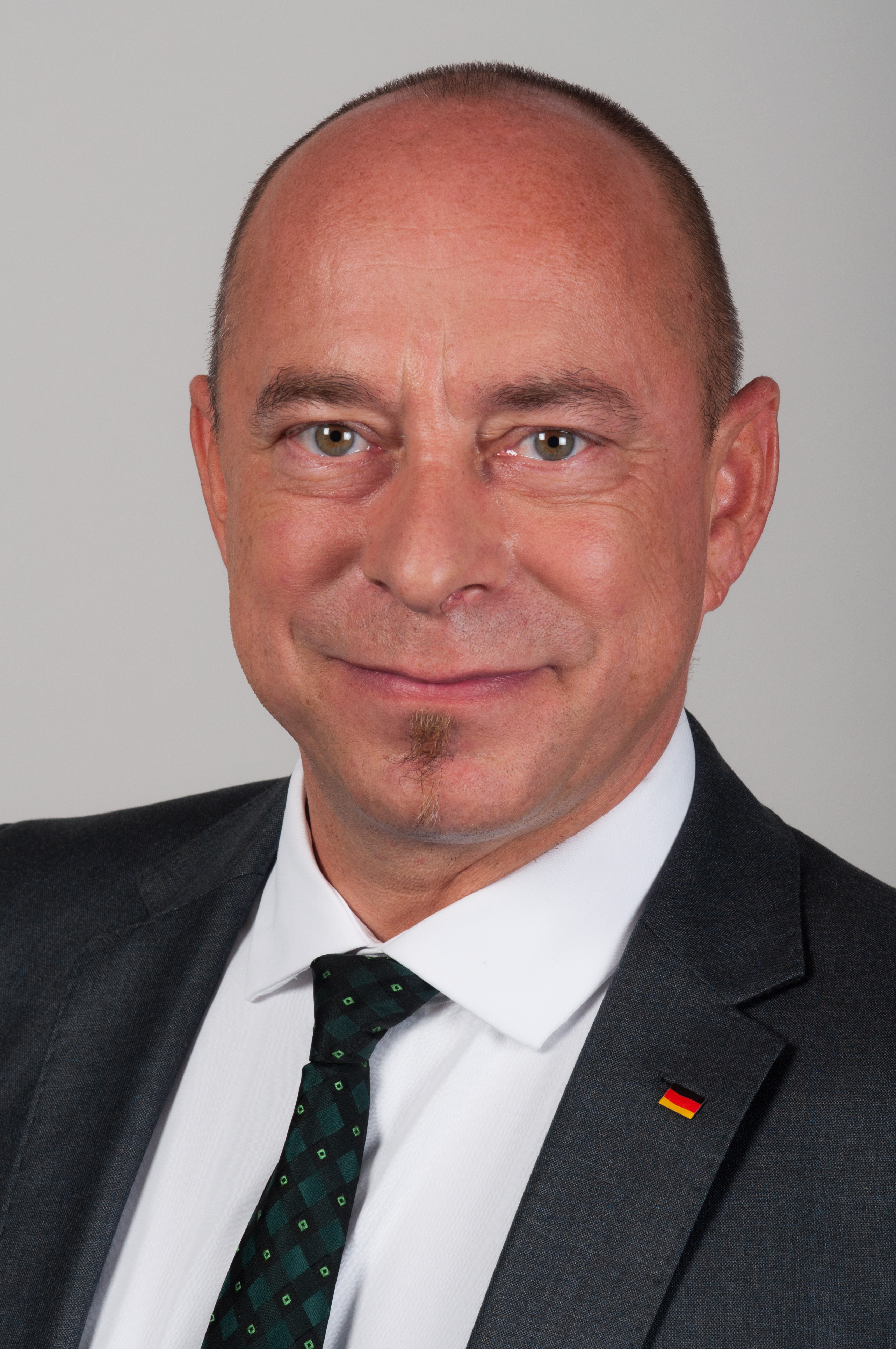
Thomas Feist (2014)

Thomas Wolfgang Feist (* 8. April 1965 in Leipzig) ist ein deutscher Politiker der CDU, Unternehmer und seit März 2019 Beauftragter für jüdisches Leben in Sachsen. Der Musik- und Kulturwissenschaftler war Referent für Kulturarbeit, interkulturelle Arbeit und Musik bei der evangelischen Landeskirche Sachsen und auch Vorsitzender des Bundesverband Kulturarbeit in der evangelischen Jugend. Von 2009 bis 2017 war er Abgeordneter im Deutschen Bundestag.

## Leben
In der DDR konnte Feist kein Abitur ablegen, da er den Wehrdienst verweigerte, so dass er nach Beendigung der zehnklassigen polytechnischen Oberschule eine Ausbildung zum Heizungsmonteur aufnahm und diese erfolgreich abschloss. Danach arbeitete er bis 1993 als Betriebshandwerker an der Universität Leipzig, später als Ausbilder für lernbehinderte und sozial benachteiligte Jugendliche.
Im Laufe der Jahre zeichnete sich ein zunehmendes Engagement in politischen Kreisen und der Umweltbewegung der evangelischen Kirche ab. Er ist Gründer des Musiktheaters „Kaktus“.
Von 1995 an war er Referent für musisch-kulturelle und interkulturelle Bildung beim Landesjugendpfarramt Sachsen. Nach einer Sonderhochschulzugangsberechtigung folgte ein Studium der Musikwissenschaft, Soziologie und Theologie mit Abschluss „Magister Artium“ (M. A.). In seiner Magisterarbeit Untersuchungen zum Einsatz systemtheoretischer Modelle in der Musikwissenschaft setzte er sich als einer der ersten mit den Einsatzmöglichkeiten der Systemtheorie Niklas Luhmanns in der Musikwissenschaft auseinander. 2005 wurde er mit einer Arbeit zum Thema „Musik als Kulturfaktor“ zum Dr. phil. promoviert. Seine angewandte Forschungsperspektive entwickelte er mit Doktoranden des Fachbereiches Systematische Musikwissenschaft unter Anleitung von Prof. Klaus Mehner. Feist setzt die Systemtheorie vor allem zur Beobachtung und Beschreibung popularmusikalischer Phänomene ein. Mit seiner Dissertation legte er Grundlagen für Forschungsarbeiten vor allem im deutschsprachigen Raum und wurde zu internationalen Fachtagungen zum Thema Musik und Religion eingeladen. Mit seiner Arbeit Kritik der sozialen Vernunft. Orientierungsmuster in der postmodernen Gesellschaft erweiterte er die musikwissenschaftlich-ästhetische um die sozial- und kulturwissenschaftliche Perspektive.
Von 1999 bis 2008 war Feist Vorsitzender der Arbeitsgemeinschaft Musik, bis 2012 war er Vorsitzender beim Bundesverband Kulturarbeit in der evangelischen Jugend, war Mitglied im Deutschen Musikrat und in der Gesellschaft für Musikforschung. Im Jahr 1997 gründete er das Jugendkulturnetzwerk CrossOver. Er leitete von 2003 bis 2012 das zum Bundesverband Kulturarbeit in der evangelischen Jugend gehörende Schallarchiv in Leipzig, das seit Oktober 2012 am Liturgiewissenschaftlichen Institut der VELKD bei der Theologischen Fakultät der Universität Leipzig angesiedelt ist.
Von 2010 bis 2015 war Feist Vorsitzender der Deutsch-Israelischen Gesellschaft Leipzig. Von 2010 bis 2023 war er Vorsitzender des Regionalausschusses Leipzig von Jugend musiziert. Hier initiierte er den mit 2500 € dotierten Felix-Mendelssohn-Nachwuchs-Förderpreis.
Er ist Mitglied im Kuratorium der Ephraim-Carlebach-Stiftung Leipzig und Schirmherr des Internationalen Fußball-Begegnungsfestes Leipzig (ausgezeichnet mit dem Julius-Hirsch-Preis des DFB).
Seit 2017 ist Feist Schirmherr des Wirtschaftsrates beim Fußballclub 1. FC Lokomotive Leipzig.
Feist ist verheiratet und hat drei Kinder.
2018 gründete er die Beratungsagentur LeipzigConsult und ist seitdem selbstständig tätig.

## Politik
Zur Bundestagswahl 2009 kandidierte er als CDU-Bewerber für das Bundestagsdirektmandat im Wahlkreis Leipzig II und errang das Mandat, welches 2005 noch vom SPD-Bewerber Gunter Weißgerber geholt worden war. Er setzte sich dabei unter anderem gegen den ehemaligen Leipziger Oberbürgermeister und Bundesminister Wolfgang Tiefensee (SPD) durch. Bei der Bundestagswahl 2013 wurde er erneut direkt gewählt.
In der 17. Legislaturperiode des Deutschen Bundestages war Feist im Ausschuss für Bildung, Forschung und Technikfolgenabschätzung, dem Unterausschuss für Auswärtige Kultur- und Bildungspolitik sowie stellvertretend in den Ausschüssen: Petition, Auswärtige Politik, Parlamentarische Versammlung des Europarates und Europäische Versammlung für Sicherheit und Verteidigung / Versammlung der Westeuropäischen Union tätig.
In der 18. Legislaturperiode des Deutschen Bundestages war Feist als Berichterstatter für Berufsbildung und Internationalisierung im Ausschuss für Bildung, Forschung und Technikfolgenabschätzung, als Obmann im Unterausschuss für Auswärtige Kultur- und Bildungspolitik sowie stellvertretend im Auswärtigen Ausschuss Auswärtige Politik und in der Parlamentarischen Versammlung des Europarates tätig. Hier war er Mitglied im Komitee für Kultur, Bildung, Wissenschaft und Sport. Im Weiteren war er Mitglied der Parlamentarischen Gesellschaft, der Deutsch-Israelischen Parlamentariergruppe, der Deutsch-Indischen Parlamentariergruppe und der Deutsch-Iranischen Parlamentariergruppe sowie im Parlamentarischen Forum Osteuropa. Seit 2018 ist er Ehrenmitglied der Parlamentarischen Versammlung des Europarates.
Feist war Initiator des mit 230 Millionen Euro ausgestatteten Bundesprogramms „Kultur macht stark“ sowie des Bundesprogramms „Lesestart für Flüchtlinge“. Dieses initiierte er als Mitglied im Kuratorium der Stiftung Lesen.
Im Juni 2012 wurde ihm vom Leipziger Stadtmagazin kreuzer aufgrund seiner kritischen Anmerkungen zur Nutzung des Bereichs um das Leipziger Völkerschlachtdenkmal für Spaßveranstaltungen der Negativpreis „Schnecke des Monats“ gewidmet. Unterstützung erhielt er dagegen für seinen Vorstoß vom Leipziger Ehrenbürger Erich Loest („Ein Totenmal verträgt keinen Jux“) sowie bei einer Umfrage der Leipziger Volkszeitung. Hierbei sprachen sich mehr als 3/4 der Anrufer gegen das sogenannte „Badewannenrennen“ vor dem Völkerschlachtdenkmal aus. Mittlerweile ist diese Veranstaltung aus anderen Gründen eingestellt.
Bei der Bundestagswahl 2017 trat Thomas Feist erneut im Wahlkreis Leipzig II als Direktkandidat an, unterlag mit 24,6 % jedoch Sören Pellmann (Die Linke, 25,3 %). Auch sein Platz 5 auf der Landesliste der CDU Sachsen reichte nicht für den Einzug in den Bundestag aus. Er war jedoch erster Nachrücker für den Fall, dass ein sächsischer CDU-Mandatsträger aus dem Bundestag ausschied, was nicht eintrat.
Im März 2019 wurde Thomas Feist durch die Regierung des Freistaats Sachsen zum Beauftragten für das Jüdische Leben ernannt. Feist ist mit seiner Ernennung Ansprechpartner für jüdische Bürger und die jüdischen Gemeinden in Sachsen. Zum anderen liegen seine Aufgaben in der Beratung und Unterstützung der Staatsregierung in Fragen der Förderung jüdischen Lebens, der Erinnerungskultur und der Pflege des historischen Erbes. Darüber hinaus soll der Beauftragte Vermittler für die Antisemitismusbekämpfung durch den Freistaat und zivilgesellschaftliche Organisationen sein. Die Arbeit des Beauftragten erfolgt im Ehrenamt und wird durch einen vom Kultusminister des Freistaates Sachsen bestellten Expertenrat sowie von einer Geschäftsstelle unterstützt.
Von 2019 bis 2021 war er Kreisvorsitzender der CDU Leipzig. Bei der Abstimmung im November 2019 setzte er sich gegen den amtierenden Bundestagsabgeordneten Jens Lehmann mit 101 zu 98 Stimmen durch.
Am 1. März 2020 äußerte Thomas Feist während des Wahlabends am Tag der Wahl des Oberbürgermeisters in Leipzig, live übertragen im Leipzig Fernsehen, den Spruch „Wenn eine Katze im Fischladen Junge bekommt, sind das dann Fische?“ und zitierte damit den Komiker Eberhard Cohrs. Dieses wurde von verschiedenen Medien und Parteien inhaltlich und wegen Cohrs’ SS-Mitgliedschaft scharf kritisiert. Feist erklärte gegenüber der Leipziger Volkszeitung, dass er den Spruch tatsächlich von Cohrs kenne, jedoch nicht von dessen SS-Vergangenheit gewusst habe. Einen Tag danach erklärte sich Feist dazu beim regionalen Fernsehen.
Feist kritisierte im November 2020 die Genehmigung der Pegida-Demonstration durch die Stadtverwaltung Dresden. Dass ausgerechnet am Gedenktag für die Opfer der antijüdischen Pogrome von 1938 ein Rechtsextremist wie Ex-AfD-Politiker Andreas Kalbitz eine Bühne bekomme, sei „absolut inakzeptabel“, erklärte Feist.
Das Sächsische Kabinett berief in seiner Sitzung am 10. November 2020 Feist erneut als Beauftragten für das Jüdische Leben in Sachsen. Die Amtszeit läuft bis zum 31. Dezember 2024. Zugleich beschloss das Kabinett eine von Feist ins Gespräch gebrachte Anlaufstelle für Opfer antisemitischer Gewalt in Sachsen.

## Werke
- Thomas Feist: Musik als Kulturfaktor. Zur Theorie und Empirie christlicher Popularmusik. Peter Lang, Frankfurt am Main [u. a.] 2005, ISBN 3-631-53976-2
- Thomas Feist: Popularmusik, Kirchenmusik und christliche Popularmusik. In: Popularmusik und Kirche. Band 9, Peter Lang, Frankfurt am Main [u. a.], 2006, ISBN 978-3-631-55526-2
- Thomas Feist: Das Arbeitsprofil kirchlicher Jugendmusik. In: Der Beitrag der Kirchen und Religionsgemeinschaften zum kulturellen Leben in Deutschland. Gutachten für die Enquête-Kommission Kultur des Deutschen Bundestages, 2006, K.-Drs. 15/323b
- Thomas Feist: Zur Bedeutung der Musik in Kultur als Vermittler zwischen psychischen und sozialen Systemen. In: Musik zwischen Ästhetischer Interpretation und soziologischem Verständnis. Hrsg.: Tatjana Böhme-Mehner & Motje Wolf, Verlag Blaue Eule, 2006, ISBN 978-3-89924-162-4.
- Thomas Feist: Marktphänomen und klingender Zeitgeist. In: MusikForum, 4. Jahrgang, Hg.: Deutscher Musikrat, Schott Music, 2006, ISSN 0935-2562
- Thomas Feist: Sound als Kompositionsprinzip elektronischer Musik am Beispiel des Pop In: Elektroakustische Musik: Technologie, Ästhetik und Theorie als Herausforderung an die Musikwissenschaft = Electroacoustic music . Hg.: Klaus Mehner et al, Verlag Blaue Eule, 2007, ISBN 978-3-89924-230-0
- Wolfgang Kabus in Zusammenarbeit mit Thomas Feist (Hrsg.): Popularmusik und Kirche. Band 11, Peter Lang, Frankfurt am Main [u. a.] 2008, ISBN 978-3-631-57721-9
- Thomas Feist: Sound als Raum. Einblicke in die klingende Textur unserer Zeit. In: Popularmusik und Kirche. Band 11, Peter Lang, Frankfurt am Main [u. a.] 2008, ISBN 978-3-631-57721-9
- Thomas Feist: Beobachtungen zur Theorie und Empirie christlicher Popularmusik. In: Musik und (ihre) Mission – Im Schnittfeld von Gemeindeentwicklung und empirischer Forschung, epd-Dokumentation Nr. 47, 2009, ISSN 1619-5809
- Thomas Feist: Kritik der sozialen Vernunft. Kulturelle Orientierungsmuster in der postmodernen Gesellschaft. Peter Lang, Frankfurt am Main [u. a.] 2009, ISBN 978-3-631-59292-2
- Thomas Feist: Vor Gott sind alle Menschen gleich. Musikalische Erinnerungen. In: Vertraut den neuen Wegen. 20 Jahre Mauerfall. Agentur des Rauhen Hauses Hamburg, 2009
- Thomas Feist: Christlicher Pop als Lifestyle-Signatur – Das Konzept von Jugendkirchen und Lobpreis-Events. In: Praktische Theologie, Band 43: Heft 2, 2014, ISSN 2198-0462
- Thomas Feist: Aufklären und sich Einmischen – Zur Aufgabe der Bildungsinstitutionen bei der Erziehung mündiger Bürger. In: Belter Dialoge – Impulse zu Zivilcourage und Widerstand 6, 2015, ISBN 978-3-86583-963-3
- Thomas Feist: Popularmusik und Kirche - wie weiter? In: „Und was ich noch sagen wollte …“. Festschrift für Wolfgang Kabus zum 80. Geburtstag, Hrsg.: Johannes Hartlapp & Andrea Cramer, 2016, ISBN 978-3-7329-0313-9
- Thomas Feist: Eine unerwartete Begegnung. Beethoven und Amenda. In: Beethoven-Rezeption in Mittel- und Osteuropa. Hrsg.: Helmut Loos, Klaus-Peter Koch, Gudrun Schröder Verlag, Leipzig, 2018, ISBN 978-3-926196-71-2
- Thomas Feist: In diesen Zeiten wichtiger denn je … – Zur Auswärtigen Kultur und Bildungspolitik. In: Die dritte Säule – Aus Politik & Kultur Nr. 16, Hrsg.: Olaf Zimmermann und Theo Geißler 2018, ISBN 978-3-947308-08-8